# Cerro Quetena
Der Cerro Quetena ist ein erloschener Vulkan im Departamento Potosí in der Gebirgsregion der Cordillera de Lípez im südamerikanischen Anden-Staat Bolivien.
Der Cerro Quetena (auch: Volcán Quetena) hat eine Höhe von 5730 m und liegt im Naturreservat Eduardo Abaroa in der südlichsten Provinz des Departamentos, der Provinz Sur Lípez, nahe der bolivianischen Grenze zu Chile. Der vermutete letzte Ausbruch des Cerro Quetena wird in das Zeitalter des Holozän datiert.
Das Klima der Region ist semiarid und ein ausgeprägtes Tageszeitenklima, bei dem die mittleren Temperaturen im Tagesverlauf stärkere Schwankungen aufweisen als im Jahresverlauf.
Am Fuß des Berges befinden sich die beiden Ortschaften Quetena Grande und Quetena Chico (auch: Peña Barrosa) am linken, westlichen Ufer des Río Quetena, der über den Río Grande de Lípez zum Salzsee Salar de Uyuni hin fließt.